# Wendy Stroobant
Wendy Stroobant (Brussel, 26 april 1961) is een Belgische schrijfster van kinderboeken.

## Leven
Als kind was Stroobant meer te vinden voor dappere helden dan voor sprookjes. Geschiedenis is een van haar favoriete vakken. Niet de jaartallen en belangrijke gebeurtenissen spreken haar aan, maar wel de kleine geschiedenis van de mensen. Die interesse komt terug in haar historische jeugdromans. Behalve auteur, is Stroobant leerkracht op een lagere school.

## Werk
Stroobant schrijft historische verhalen voor jongeren vanaf een jaar of 12. Ze debuteerde in 2006 met Orfeo, over een Italiaanse castraatzanger uit de 18de eeuw. Haar verhalen spelen zich onder meer af ten tijde van de Franse Revolutie (Het beest), aan het hof van Lodewijk XIV (Prins van de hel) of in de 17de-eeuwse Zuidelijke Nederlanden (Duivelsstijd).
Ze plaatst telkens bijzondere mensen tegen de achtergrond van een turbulente historische periode. De personages moeten een aantal beproevingen doorstaan maar slagen er uiteindelijk wel in om uit de ellende te ontsnappen. Ze vertrekken vanuit een underdog-positie, maar blinken als puntje bij paaltje komt uit in moed en volharding.
Naast historische romans heeft Stroobant ook een aantal toneelstukken geschreven.

## Bekroningen
- 2009: Boekenwelp voor Prins van de hel